# Zuid-Halmahera
Zuid-Halmahera (Indonesisch: Halmahera Selatan) is een regentschap in de provincie Noord-Molukken van Indonesië. Het regentschap ligt gedeeltelijk op het eiland Halmahera maar omvat ook een aantal kleinere eilanden ten westen en ten zuiden van Halmahera. Het administratief centrum is Labuha dat op het eiland Batjan (Pulau Bacan in het Indonesisch) ligt.

## Eilanden
De volgende eilanden behoren tot het regentschap
- Obi-eilanden (waaronder Obi en Bisa en een aantal kleinere eilanden met in totaal 41.455 inwoners in 2010)
- Batjaneilanden waaronder: 
  - Batjan ("Pulau Bacan" met de hoofdplaats Labuha en 60.742 inwoners)
  - Mandioli (8.788 inwoners)
  - Kasiruta (8.368 inwoners)
- De eilandengroep Kayoa (20.176 inwoners)
- Makian (12.394 inwoners)
- Jorongaeilanden (5.264 inwoners)
- Batan Lomang-eilanden (6.177 inwoners)
- Het zuidelijke schiereiland van Halmahera (deze regio heet Gane met 35.547 inwoners)